# 清見寺 (杉並区)
清見寺（せいけんじ）は、東京都杉並区にある曹洞宗の寺院。

## 概要
寛永年間（1624年～1643年）、鉄叟雄鷟によって開山された。
当寺は、周辺の寺院のように明治以降に都心から移転したのではなく、昔からの地元の寺であった。江戸時代の当寺周辺は田園地帯で檀家も少なかったため、寺院運営が厳しかった。新宿や四谷まで出向いて托鉢をしたり、日雇いの仕事をしたりして糊口をしのいだという。一時期は無住（住職不在）の時期もあったという。
1875年（明治8年）に現在の杉並区立杉並第一小学校の前身となる桃園小学校（後、中野区立桃園小学校。2019年3月閉校）第一番分校が、翌1876年（明治9年）に独立して桃野学校と改称されて、1884年（明治17年）まで置かれていた。

## 交通アクセス
- 地下鉄丸ノ内線新高円寺駅より徒歩4分。
- バス渋66系統(渋谷駅～阿佐ケ谷駅)(都営バス・京王バス)「西馬橋」下車